# Kroton počistivý
Kroton počistivý (Croton tiglium), též ladel počistivý, je stálezelený keř či nízký strom z rodu kroton. Dorůstá výšky kolem 6 metrů, někdy až 12 metrů. Roste od Indie po Novou Guineu a Jávu, na severu jeho oblast rozšíření zasahuje i na území Indonésie a Číny. V Asii je kultivován pro zpracování semen, jež začne plodit po třech letech od výsevu; v jižní Kalifornii a jinde po světě je pak pěstován spíše pro okrasné účely.
Keř obsahuje vícero jedovatých látek, jeho kůra tak byla používána při výrobě otrávených šípů, jeho semena pak k trávení šneků a ryb. Kůra může být též použita jako zdroj taninu. Krotonový olej je silné projímadlo, odtud název keře.
Podle knihy Užitkové a pamětihodné rostliny cizích zemí z roku 1908 od Františka Polívky stačí jediná kapka oleje podaná s cukrem na uvolnění zácpy, již několik kapek ale vede k silnému zánětu střev a předávkování tak může lehce způsobit i smrt. Vzhledem k tomu tak „předpisuje se v novější době tento olej hlavně jen ve skotoléčitelství.“